# Changxing Dao (ö i Kina, Shanghai)
Changxing Dao är en ö i Kina. Den ligger i storstadsområdet Shanghai, i den östra delen av landet, omkring 29 kilometer nordost om den centrala stadskärnan. Arean är 104 kvadratkilometer. Den sträcker sig 19,8 kilometer i nord-sydlig riktning, och 28,1 kilometer i öst-västlig riktning.  Trakten runt Changxing Dao består till största delen av jordbruksmark.